# 크루프포
크루프포(Krupp gun)는 19세기 이후 세계의 여러 나라의 군대에서 채용된 크루프 계열의 대포이다.

## 역사
1811년에 프리드리히 크루프가 주철공장(Gusstahlfabrik)을 설립했지만, 주목할만한 성공을 거둔 것은 그의 아들 알프레드 크루프였다. 1856년에 프리드 크루프 AG는 9 cm (6파운더 펠트카노네 C/61) 전장식 주물 강철포를 생산했으며, 프로이센이 군포 제작에 강철을 채택할 정도로 좋은 결과를 낳았고, 이로 인해 프로이센은 강철포를 채택한 최초의 국가가 되었다.
크루프포는 1860년대 러시아, 오스트리아 및 오스만 제국 군대에 의해 채택되었고, 1870년대에는 전 세계의 국가에서 구매를 했다. 해군포도 빠르게 개발되었다. 1863년부터 오스트리아-헝가리 제국, 오스만 제국, 프러시아 등을 포함한 여러 해군을 위한 포가 제작되었다.
1880년대, 크루프는 88mm 해군포를 개발했고, 육군의 야전포와 산포의 구경으로 75mm를 채택했다. 1897년, 프랑스제 75mm 속사포가 등장했을 때, 크루프는 비슷한 77mm를 생산했으며, 이것은 1차 세계 대전에서 사용되었다.
크루프의 산포는 멕시코 혁명 과 스페인 내전에서도 사용되었다.
크루프포는 제1차 발칸 전쟁에서 그리스 왕국과 오스만 제국이 사용했다.
1948년 이래로, 온두라스 해군은 태평양 연안의 암팔라 해군기지(Amapala Naval Base)에서 회사가 만든 최초의 크루프 대포를 운영하고 있다고 밝혔다.

## 특징
크루프포의 주요 특징은 강철로 만들어졌다는 것이다. 당시에는 청동제 포신의 대포가 주류를 이루고 있었다. 알프레드 크루프는 1859년 ~ 1860년 런던의 요원이자, 친구인 알프레드 롱스돈(Alfred Longsdon)의 도움으로 강철을 대량 생산하기 위해 베서머 법을 도입했다. 이 강철은 영국 울리치의 왕실 공장이 영국 해군 기준에 부합하는 포를 제조하기 위해 크루프로부터 강철을 수입할 정도로 발전했다. 또한 크루프는 군용으로 실용적인 후장포를 설계한 최초의 제조업체 중 한 곳이었다.
처음에 크루프는 쐐기형 후미 블록을 가진 후장식 체계를 개발하였으나, 가스 배출 문제가 있어 브로드웰 링(Broadwell Ring)의 채택으로 문제가 해결될 때까지 전장식 포를 계속 제조하였다. 이를 통해 그들은 롱스돈의 특허받은 설계를 통해 당시로서는 최고의 후장포를 개발했다. 처음에 크루프는 후장식 주포를 프로이센에게 판매했지만, 1888년부터 전 세계로 수출하기 시작했다. 약실 폐쇄는 후면의 짧은 홈에서 가로로 미끄러지는 강철 쐐기로 가능해졌다. 운동은 나사 장치와 브로드웰 링 체계에 의한 가스 점검에 의해 전달되었다.
크루프는 블래켈리(Blakely) 소총의 체계를 본따서 띠총도 제작했다.

## 구경
처음에 크루프포의 구경은 발사체의 무게 (파운드)에 의해 결정되었지만, 1860년대에 구경의 직경으로 센티미터 또는 밀리미터로 구경을 지정하기 시작했다.
1860년대와 1880년대의 주요 포는 다음과 같다.
| 용도   | 구경 (cm) | 포신 무게 (kg) | 발사체 무게 (kg) | 최대사거리 (m) | 총구속도 (m/s) |
| ------ | --------- | -------------- | ---------------- | -------------- | -------------- |
| 산포   | 6         | 107            | 2.14             | 2,500          | 300            |
| 야전포 | 7.5       |                | 4.3              | 4,600          | 465            |
| 산포   | 7.5       | 100            | 4.3              | 3,000          | 294            |
| 야전포 | 7.85      | 290            | 4.3              | 3,000          | 357            |
| 야전포 | 8.7       |                | 6.8              | 4,800          | 465            |
| 해군포 | 17        | 6,000          | 54.5             | 4,800          | 460            |
| 해안포 | 21        | 9,700          | 99               | 3,800          | 430            |
| 해군포 | 24        | 17,700         | 160              | 6,000          | 582            |

## 같이 보기
- 크루프

## 참고 자료
- Galté Lockett, Gilles (2006). «Las piezas de artillería de campaña y montaña usadas en la Guerra del Pacífico». Revista de Historia Militar. Santiago de Chile (5). p 52-56.
- Grieve Madge, Jorge (1983). Historia de la Artillería y de la Marina de Guerra en la contienda del 79. Industrialgráfica S.A. Lima
- Colectivo de autores (1510-1868). Centro de Información para la Defensa (MINFAR). ed. Historia Militar de Cuba

1. ↑  “ARMAMENTO USADO”. 《www.revolucionentorreon.galeon.com》. 2018년 12월 17일에 원본 문서에서 보존된 문서. 2019년 2월 11일에 확인함.